# Palaeacanthocephala
Palaeacanthocephala gromada kolcogłowów obejmuje gatunki mające kanały podłużne w naskórku obszerne, położone grzbietowo. Jądra komórkowe naskórka nieliczne. Tułów bez wyrostków naskórka, gładki lub pierścieniowany. U niektórych gatunków protonefrydia. Dwa więzadła u samic. Gruczoły cementowe u samców w liczbie 8. Pasożyty ptaków i ssaków lądowych. Żywicielami pośrednimi są owady lub wije.